# Kokni
Kokni je termin koji može označavati:
1. stanovnike Londona, pre svega radničku klasu istočnog dela Londona;
2. dijalekat (zapravo sociolekat) kojim ova grupa stanovništva govori.
Ovaj sociolekat je korišćen u poznatoj humorističkoj seriji Mućke.
Neki od poznatih govornika ovog sociolekta su glumac Majkl Kejn i muzičari Mark Bolan i Sid Višes.

## Izgovor
Kao polazna tačka za poređenje korišćen je standardni britanski engleski.

#### Suglasnici
- /t/ u nenaglašenim slogovima često postaje glotalni okluziv /ʔ/ (npr. sit /sɪʔ/, city /sɪʔi/, cart /kɑ:ʔ/...);
- /h/ se najčešće ne izgovara (npr. happen postaje appen);
- /θ/ često postaje /f/ (npr. thin /fɪn/, maths /mɛfs/...);
- /ð/ u sredini i na kraju reči često postaje /v/, dok na početku reči može postati /d/ (npr. they /dæɪ/, bother /bɔvə/);
- /l/, ukoliko za njim ne sledi samoglasnik, se najčešće vokalizuje. Drugim rečima, postaje samoglasnik (zavisno od položaja u reči i od susednih suglasnika može se realizovati kao neki od sledećih samoglasnika: /u/, /ʊ/, /o/ ili /ɤ/. Primeri: tell /tʰeʊ/, rill /ɹɪɤ/, little /lɪʔo/...). Ukoliko nakon /l/ sledi samoglasnik, ono ostaje /l/ (npr. telling /tʰelɪŋ/);
- /p/, /t/ i /k/ su aspirovani, često i više nego u standardnom britanskom engleskom. /t/ može postati i /tˢ/.

#### Samoglasnici i diftonzi
- /iː/ postaje /əi/ (npr. beat /bəiʔ/);
- /eɪ/ postaje /æɪ~aɪ/ (npr. bait /bæɪʔ/);
- /aɪ/ postaje /ɑɪ~ɒɪ/ (npr. bite /bɑɪʔ/);
- /ɔɪ/ postaje /oɪ/ (npr. choice /tʃʰoɪs/);
- /uː/ postaje bilo /əʉ/, bilo /ʉː/ (npr. boot /bʉ:ʔ/);
- /əʊ/ postaje /ʌʊ~ɐʊ/ (npr. coat /kʰɐʊʔ/);
- /aʊ/ postaje bilo /æə/, bilo /æː/ (npr. town /tˢæən/);
- /æ/ može postati /ɛ/ (npr. back /bɛk/, cat /kʰɛʔ/);
- /ɒ/ može postati /ɔ/ (npr. cot /kʰɔʔ/);
- /ɜː/ može postati /ø:/ (npr. bird /bø:d/);
- /ʌ/ postaje /a/ (npr. jump /dʒamp/);
- /ɔː/ često postaje /oː/ (npr. water /wo:ʔə/). Ipak, ispred /l/ ostaje /ɔː/ (npr. wall /wɔ:/).

## Uticaj
Poslednjih decenija, neke od osobina Кoknija su se proširile i na druge dijalekte engleskog jezika. Npr. Izgovor /f/ umesto /θ/ je danas prisutan u većem delu jugoistočne Engleskе, dok je glotalizacija glasa /t/ danas u manjoj ili većoj meri prisutna u celoj Engleskoj (mada je i dalje najizraženija u kokniju).
Osim toga, kokni poslednjih decenija potiskuje tradicionalne dijalekte jugoistočne i istočne Engleske (mešanjem koknija sa tim dijalektima nastao je tzv. estuarski engleski (engl. estuary english)). Sa druge strane, u samom Londonu se širi tzv. multikulturalni londonski engleski, sociolekat koji pozajmljuje elemente kako iz Кoknija, tako i iz brojnih drugih dijalekata engleskog jezika (npr. iz jamajčanskog engleskog) i koji postepeno potiskuje tradicionalni kokni.

## Spoljašnje veze
- Grose's 1811 dictionary
- Whoohoo Cockney Rhyming Slang translator
- Money slang expressions
- Sounds Familiar?